# Angélique Césano
Angélique Césano est une autrice de bande dessinée française née le 1er janvier 1968 à Montpellier.

## Biographie
Native de Montpellier, Angélique Césano obtient un Bac A3, spécialité Arts plastiques à Grenoble avant de rejoindre l'École des beaux-arts d'Angoulême et d'obtenir un Diplôme national d'arts plastiques en 1991. elle obtient le Master of Arts in image synthesis and computer animation de middlesex university en 1996.

## Œuvres
- Les Arcanes du « Midi-Minuit », scénario de Jean-Charles Gaudin, dessin de Cyril Trichet, couleur d'Angélique Césano (tomes 1 à 6), Soleil :

1. L'Affaire du Nalta P312, 2002 [2],[3]
2. L'Affaire de la ligne 11, 2003
3. L'Affaire « Collossos », 2004 [4]
4. L'Affaire du Oungan, 2005 [5]
5. L'Affaire Sylvak, 2006
6. L'Affaire du détenu 3491, 2008 [6]

- L'Epopée de la Franc-maçonnerie, sous la direction de Didier Convard, éditions Glénat.

1. L'ombre d'Hiram, scénario de Didier Convard, 2020
2. Les bâtisseurs, scénario de Didier Convard, 2020
3. Le Mot du Maçon[7], scénario de Pierre Boisserie, 2020
4. Royal society, scénario de Didier Convard, 2021
5. Le Compas et le Tomahawk[8], scénario de Didier Convard, 2021

- Hell School, 3 tomes (2013-2014), scénario de Vincent Dugomier, dessin de Benoît Ers, couleur d'Angélique Césano, Le Lombard

1. Rituels, 2013
2. Orphelins, 2013
3. Insoumis, 2014

- Lacrima Christi, dessin de Denis Falque, scénario de Didier Convard, couleur d'Angélique Césano, Glénat

1. L'Alchimiste[9] (2015)
2. À l'aube de l'apocalypse (2016)
3. Le Sceau de vérité (2017)
4. Le Messager du passé (2018)
5. Le Message de l'alchimiste (2019)
6. Rémission (2020)

- Poker, scénario de Jean-Christophe Derrien, dessin de Simon van Liemt, couleur de Angélique Césano, Le Lombard

2. Dead money, 2011
3.Viva Las Vegas, 2012
4. Hit and run, 2013
- Poum à une idée, scénario de Richard Marazano,  dessin et couleur de Angélique Césano, éditions  Eidola, 2017[10]
- Zarla, scénario de Jean-Louis Janssens, dessin de Guilhem, couleur de Angélique Césano, éditions Dupuis

1. Guerrière impitoyable, 2007,  (ISBN 978-2-8001-3883-1)
2. Le Dragon blanc, 2008  (ISBN 978-2-8001-4057-5) - Note : ce tome 2 a reçu le Prix Bédélys Jeunesse 2008, au Québec [11]
3. L'Enfant piège, 2011  (ISBN 978-2-8001-4785-7) [12]
4. Rage, 2012  (ISBN 978-2-8001-4971-4)
5. Les Lueurs vénéneuses, 2014  (ISBN 978-2-8001-5188-5)

- Zarla, L'Intégrale impitoyable, 2018  (ISBN 978-2-8001-7414-3). Comprend les 5 volumes de la série. En annexe : dossier d'Arnaud Hilmarcher "Le monde fantastique de Zarla", p. 261-271.
- Zéro absolu, scénario de Richard Marazano, dessin de Christophe Bec, couleur de Angélique Césano, Soleil

2. Deuxième acte, 1998.